# Значок

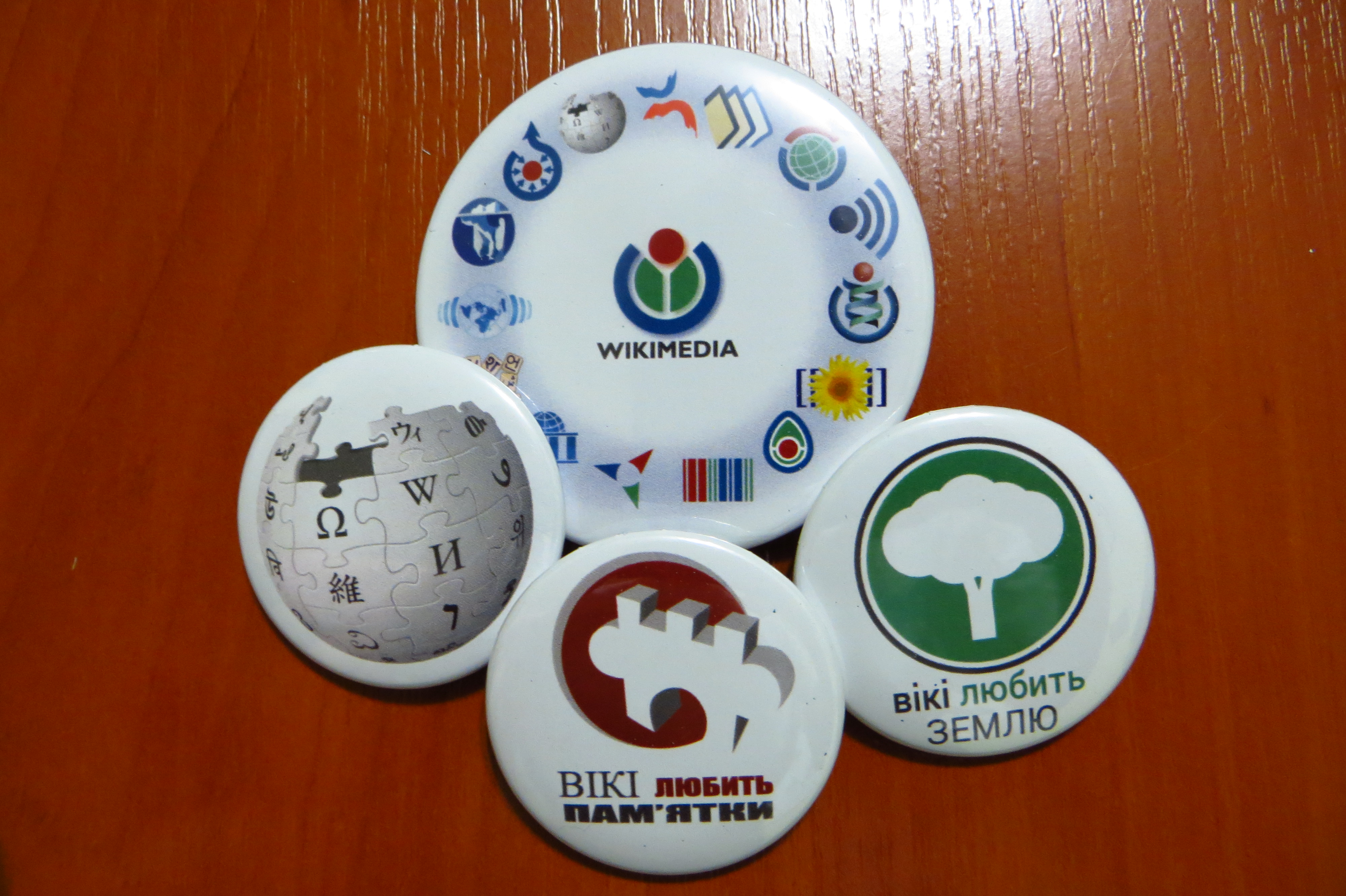
Значки проєктів Вікімедіа

Значо́к — невеличкий нагрудний знак з металу, пластику, скла, порцеляни (кераміки), композицій з цих матеріалів, інших матеріалів з нанесеним зображенням і (або) написом, призначений для носіння на груди. Зазвичай позначають приналежність до певної групи людей або присвячені певній події або місцю. Значки можуть створюватися як державою (напр. значок інспектора ДАІ), так і недержавними особами.
Значки є предметом вивчення особливої історичної науки — фалеристики. Так само називається й відповідний вид колекціонування.